# 131-й меридіан східної довготи
131-й меридіан східної довготи — лінія довготи, що лежить на 131 градус східніше Гринвіцького меридіана. Вона проходить від Північного полюса через Північний Льодовитий океан, Азію, Тихий океан, Індійський океан, Австралазію, Південний океан та Антарктиду до Південного полюса.
131-й меридіан східної довготи формує велике коло разом із 49-тим меридіаном західної довготи.

## Список географічних об'єктів, що перетинає 131° сх. д.
Починаючи на Північному полюсі та рухаючись до Південного полюса, 131-й меридіан східної довготи проходить через:
| Координати                                                   | Країна, територія або море | Примітки |
| ------------------------------------------------------------ | -------------------------- | --- |
| 90°0′ пн. ш. 131°0′ сх. д. / 90.000° пн. ш. 131.000° сх. д.  | Північний Льодовитий океан | |
| 77°7′ пн. ш. 131°0′ сх. д. / 77.117° пн. ш. 131.000° сх. д.  | Море Лаптєвих              | |
| 70°44′ пн. ш. 131°0′ сх. д. / 70.733° пн. ш. 131.000° сх. д. | Росія                      | |
| 47°41′ пн. ш. 131°0′ сх. д. / 47.683° пн. ш. 131.000° сх. д. | КНР                        | Хейлунцзян |
| 44°52′ пн. ш. 131°0′ сх. д. / 44.867° пн. ш. 131.000° сх. д. | Росія                      | Приморський край — приблизно на 6 км |
| 44°48′ пн. ш. 131°0′ сх. д. / 44.800° пн. ш. 131.000° сх. д. | КНР                        | Хейлунцзян Цзілінь |
| 42°51′ пн. ш. 131°0′ сх. д. / 42.850° пн. ш. 131.000° сх. д. | Росія                      | Приморський край |
| 42°38′ пн. ш. 131°0′ сх. д. / 42.633° пн. ш. 131.000° сх. д. | Японське море              | Проходить східніше острова Уллиндо[en], Південна Корея Проходить західніше острова Місіма[en], Японія |
| 34°26′ пн. ш. 131°0′ сх. д. / 34.433° пн. ш. 131.000° сх. д. | Японія                     | Проходить через острів Хонсю Проходить східніше Сімоносекі |
| 33°59′ пн. ш. 131°0′ сх. д. / 33.983° пн. ш. 131.000° сх. д. | Протоки Канмон[en]         | |
| 33°57′ пн. ш. 131°0′ сх. д. / 33.950° пн. ш. 131.000° сх. д. | Японія                     | Проходить через острів Кюсю |
| 31°11′ пн. ш. 131°0′ сх. д. / 31.183° пн. ш. 131.000° сх. д. | Східнокитайське море       | |
| 30°44′ пн. ш. 131°0′ сх. д. / 30.733° пн. ш. 131.000° сх. д. | Японія                     | Проходить через острів Танеґасіма |
| 30°32′ пн. ш. 131°0′ сх. д. / 30.533° пн. ш. 131.000° сх. д. | Тихий океан                | Проходить західніше острова Мінамі-Дайто, Японія Проходить західніше острова Окі-Дайто[en], Японія Проходить західніше острова Тобі[en], Палау Проходить західніше острова Азія[en], Індонезія Проходить західніше острова Аю[en], Індонезія |
| 0°3′ пд. ш. 131°0′ сх. д. / 0.050° пд. ш. 131.000° сх. д.    | Індонезія                  | Проходить через острів Вайгео |
| 0°21′ пд. ш. 131°0′ сх. д. / 0.350° пд. ш. 131.000° сх. д.   | Протока Дампір[en]         | |
| 0°56′ пд. ш. 131°0′ сх. д. / 0.933° пд. ш. 131.000° сх. д.   | Індонезія                  | Проходить через острови Салаваті[en] і Нова Гвінея |
| 1°28′ пд. ш. 131°0′ сх. д. / 1.467° пд. ш. 131.000° сх. д.   | Море Серам                 | Проходить східніше острова Серам, Індонезія |
| 3°54′ пд. ш. 131°0′ сх. д. / 3.900° пд. ш. 131.000° сх. д.   | Море Банда                 | |
| 7°26′ пд. ш. 131°0′ сх. д. / 7.433° пд. ш. 131.000° сх. д.   | Індонезія                  | Проходить через острів Вуліару |
| 7°30′ пд. ш. 131°0′ сх. д. / 7.500° пд. ш. 131.000° сх. д.   | Море Банда                 | |
| 7°40′ пд. ш. 131°0′ сх. д. / 7.667° пд. ш. 131.000° сх. д.   | Індонезія                  | Проходить через острів Сеїра |
| 7°44′ пд. ш. 131°0′ сх. д. / 7.733° пд. ш. 131.000° сх. д.   | Море Банда                 | |
| 8°6′ пд. ш. 131°0′ сх. д. / 8.100° пд. ш. 131.000° сх. д.    | Індонезія                  | Проходить через острів Селару[de] |
| 8°13′ пд. ш. 131°0′ сх. д. / 8.217° пд. ш. 131.000° сх. д.   | Арафурське море            | |
| 9°3′ пд. ш. 131°0′ сх. д. / 9.050° пд. ш. 131.000° сх. д.    | Тиморське море             | |
| 11°21′ пд. ш. 131°0′ сх. д. / 11.350° пд. ш. 131.000° сх. д. | Австралія                  | Північна Територія — проходить через острів Мелвілл |
| 11°54′ пд. ш. 131°0′ сх. д. / 11.900° пд. ш. 131.000° сх. д. | Протока Кларенс[en]        | |
| 12°10′ пд. ш. 131°0′ сх. д. / 12.167° пд. ш. 131.000° сх. д. | Австралія                  | Північна Територія Південна Австралія |
| 31°33′ пд. ш. 131°0′ сх. д. / 31.550° пд. ш. 131.000° сх. д. | Індійський океан           | Австралія визнає цю акваторію частиною Південного океану[1][2] |
| 60°0′ пд. ш. 131°0′ сх. д. / 60.000° пд. ш. 131.000° сх. д.  | Південний океан            | |
| 66°6′ пд. ш. 131°0′ сх. д. / 66.100° пд. ш. 131.000° сх. д.  | Антарктида                 | Проходить через Австралійську антарктичну територію (претендує Австралія) |